# Christofer Drew
Christofer Drew Ingle (San Diego, California, Estados Unidos, 11 de febrero de 1991) es un músico estadounidense de indie rock y música acústica. Es conocido por ser el vocalista de las bandas Never Shout Never y Eatmewhileimhot!.

## Biografía
Christofer Drew Ingle nació el 11 de febrero del año 1991 en San Diego, California, Estados Unidos.

### Never Shout Never
Chris comenzó oficialmente su carrera como músico, componiendo música acústica . Bajo el nombre de su banda, Never Shout Never, en 2008 lanzó su primer EP, Demo-shmemo, con el cual gracias a su éxito se hizo conocido a través de MySpace. Inicialmente, Drew era el único miembro de Never Shout Never, ya que él se encargaba de todos los instrumentos. Desde 2009, nuevos miembros se unieron a Chris en Never Shout Never, quienes ya habían participado con él en su proyecto paralelo Eatmewhileimhot!

### Eatmewhileimhot!
Christofer Drew junto a su amigo Hayden Kaiser fundaron Mister Owl en febrero del año 2008, siendo una simple broma, que después se convertiría en una banda de tiempo completo. Los primeros démos lanzados por esta banda, mostraban un sonido totalmente post hardcore y metalcore, cosa poco común ya que Drew era sólo conocido por su banda indie Never Shout Never. Ese mismo año, debieron cambiar el nombre de la banda por el de Eatmewhileimhot! por problemas de autor.

## Discografía

### Con Never Shout Never
- The Yippee Ep (2008)
- What Is Love? (2010)
- Harmony (2010)
- Time Travel (2011)
- Indigo (2012)
- Sunflower (2013)
- "Black Cat" (2015)

### Con Eatmewhileimhot!
- xALBUMx
- All My Friends

### Como solista
- The Modern Racket (EP)
- The Light
- Unborn Spark (EP)